# Taylor Handley
Taylor Handley, właściwie Taylor Laurence Handley (ur. 1 czerwca 1984 w Santa Barbara w stanie Kalifornia, w USA) – amerykański aktor. W latach 2003–2004 wystąpił w sześciu epizodach pierwszej serii serialu Życie na fali. Jego największą rolą był występ w 2007 roku w serialu Tajemnice Palm Springs, gdzie wcielił się w postać Johnny’ego Millera.

## Filmografia

### Filmy
- In From the Night (2006) jako Bobby
- Teksańska masakra piłą mechaniczną: Początek (2006) jako Dean
- September Dawn (2006) jako Micah Samuelson
- The Standard (2006) jako Ryan
- Zerophilia (2005) jako Luke
- Go Fish (2001) jako Hazard
- Phantom of the Megaplex (2000) jako Pete Riley
- Jack Frost (1998) jako Rory Buck

### Seriale
- Tajemnice Palm Springs (2007) jako Johnny Miller
- Kryminalne zagadki Miami (2007) jako Travis Peck
- Dowody zbrodni (2006) jako Steve Jablonski
- Blind Justice (2005) jako Tyler Mills
- Życie na fali (2003-2007) jako Oliver Trask
- Jak pan może, panie doktorze? (2003) jako Brad
- Kryminalne zagadki Las Vegas (2002) jako Max Newman
- Nowojorscy gliniarze (2002) jako Nick Bowen
- Frasier (2002) jako Trent
- Jezioro marzeń (2003) jako Patrick
- Strażnicy miasta (1999) jako Joseph McNulty
- Odd Man Out (1999) jako Robert
- Dotyk anioła (1994-2003) jako Ricky